# Metralhadora pesada
Browning M2 (EUA)
Uma metralhadora pesada (em inglês heavy machine gun, ou HMG) é significativamente maior do que as metralhadoras leves, médias e de uso geral. Normalmente, é muito pesada para ser carregada por um só indivíduo e por isso exige ser montada em uma plataforma (tripé, veículo, aeronave, embarcação, etc) para ser operacionalmente estável ou taticamente móvel, ter poder de fogo mais formidável e geralmente exigir uma equipe de pessoal para operação e manutenção.

## Classificação

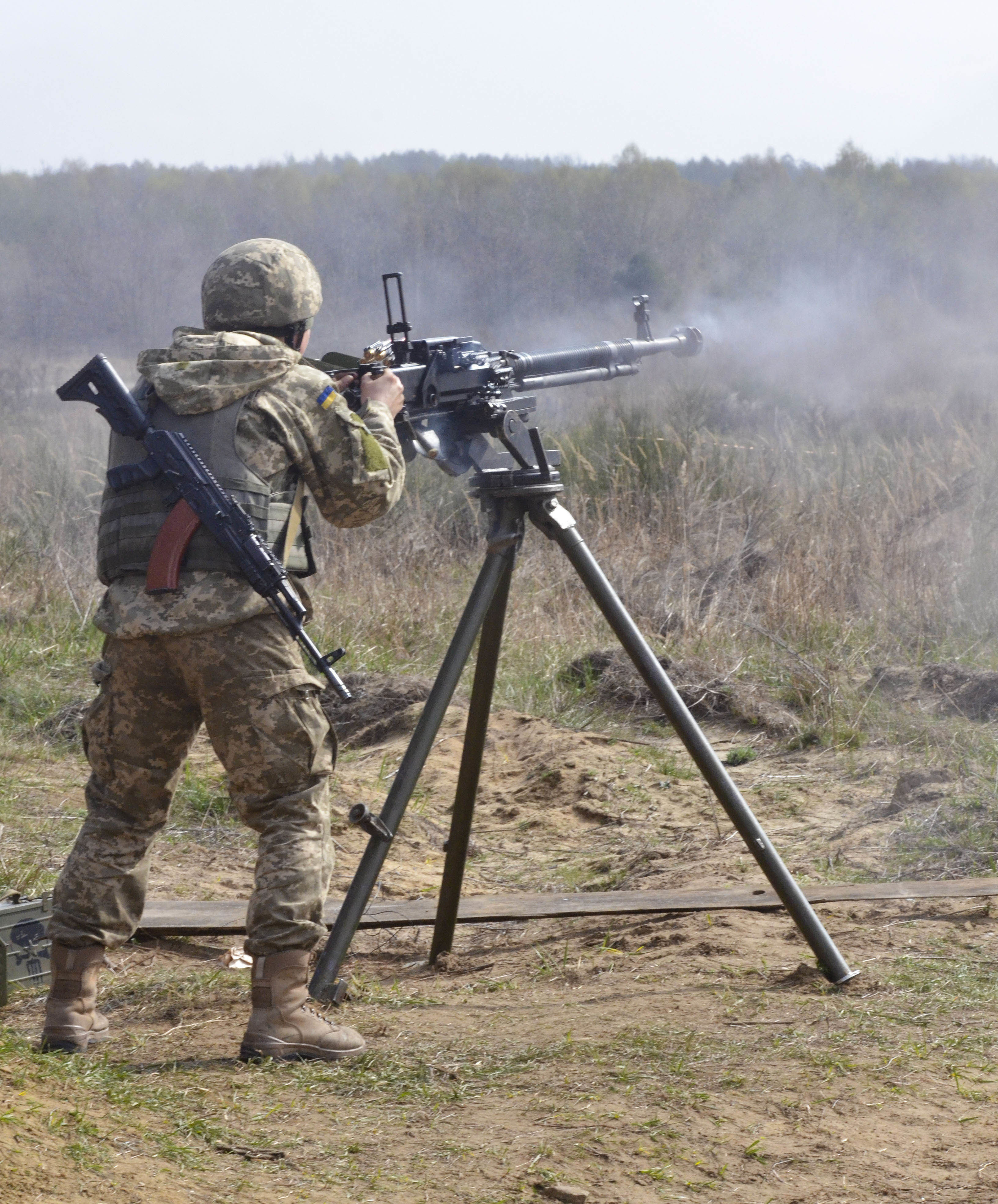
Um soldado do Exército da Ucrânia disparando uma DShK (12,7 mm).

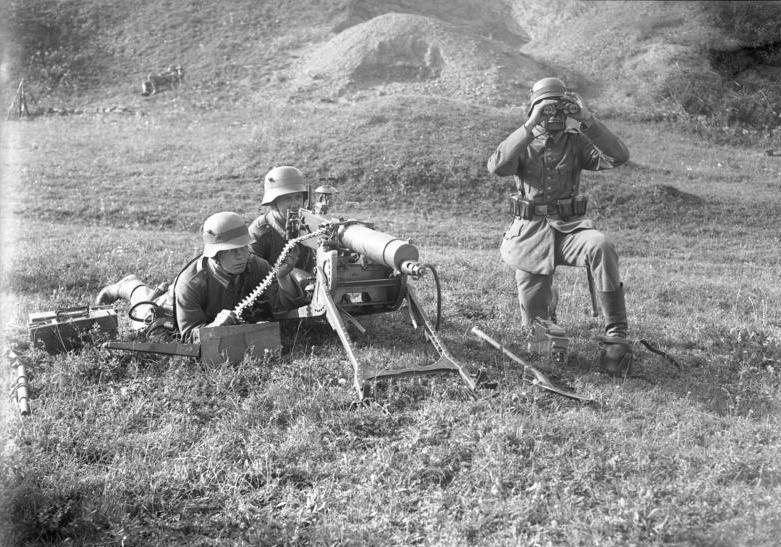
Tripulação com uma MG 08 (7,92 mm), por volta de 1931.

O termo foi originalmente usado para se referir à geração de metralhadoras que entraram em uso generalizado na Primeira Guerra Mundial. Estas usavam cartuchos de fuzil padrão (como o 7,92×57mm Mauser, o .303 British e o 7,62×54mmR), mas apresentavam construção pesada e mecanismos de resfriamento a água que permitiam fogo automático sustentado de longo alcance e com excelente precisão. No entanto, essas vantagens tinham o custo de serem muito difíceis de mover e exigiam uma equipe de vários soldados para operá-las. Elas eram identificadas como "pesadas" devido à capacidade de fogo sustentado e ao seu peso, e não ao calibre do cartucho. Essa classe tem como exemplos a britânica Maxim, a americana Browning M1917, a alemã MG 08 e a russa PM M1910.
A definição moderna se refere às metralhadoras de cartuchos de calibre pesado (.50 BMG (12,7×99mm), 12,7×108mm, 14,5×114mm) projetadas para maior alcance efetivo e penetração contra veículos, aeronaves, embarcações e fortificações leves além dos cartuchos de fuzil padrão usados em metralhadoras médias ou de uso geral e dos cartuchos intermediários usados em metralhadoras leves. Nesse caso, elas são identificadas como "pesadas" devido ao seu poder e alcance superior ao das metralhadoras leves e médias, além de seu peso. Essa classe tem como exemplos a americana Browning M2 e as soviéticas DShK e NSV.
Atualmente, metralhadoras com calibres menores que 10 mm são geralmente consideradas metralhadoras médias ou leves, enquanto as maiores que 15 mm são geralmente classificadas como canhões automáticos em vez de metralhadoras.